# A Cidade dos Ladrões
City of Thieves (A Cidade dos Ladrões  em português) é o quinto livro-jogo da coleção Fighting Fantasy (que no Brasil e em Portugal recebeu o nome de Aventuras Fantásticas), escrito por Ian Livingstone e ilustrado por  Iain McCaig publicado originalmente em 1983 pela  Puffin Books, em 2002, foi republicado pela Wizard Books. Foi o quarto livro-jogo da série a ser publicado no Brasil pela editora Marques Saraiva,, em Portugal foi publicado pela Editorial Verbo. Em 2010, foi republicado no Brasil pela Jambô.

## História
O livro introduziu a diabólica e corrupta cidade de Port Blacksand, que figuraria em vários outros livros da série.
A trama gira em torno de uma crise que atingiu a próspera cidade mercante de Silverton, quando o feiticeiro maligno Zanbar Bone exigiu que a filha do burgomestre fosse entregue para ser sua noiva. Rejeitado, Bone despeja sua fúria sobre Silverton, enviando seus mortíferos Cachorros da Lua, cães demoníacos e letais, para perseguir e atormentar o povo da cidade.
O único que pode enfrentar Zanbar Bone é o mago Nicodemus, um poderoso inimigo do bruxo maligno, que vive na cidade portuária de Port Blacksand. A tarefa do protagonista (o leitor) é viajar para Blacksand e localizar Nicodemus, devendo, para isso, superar os perigos da corrupta cidade e seus guardas vestidos em armaduras negras.

## Port Blacksand
Blacksand se tornaria a cidade-símbolo da série, reaparecendo em diversos outros livros, como O Ladrão da Meia Noite, Dungeoneer e Blacksand!. Seus habitantes mais notáveis, como Nicodemus, Lord Azzur e Barriga Azeda também seriam mencionados em obras posteriores.